# 서치라이트 픽처스의 영화 목록들
다음은 서치라이트 픽처스에서 제작한 영화 목록이다.

## 목록
폭스 서치라이트 픽처스의 영화 목록
- 폭스 서치라이트 픽처스의 영화 목록 (1995-1999년)
- 폭스 서치라이트 픽처스의 영화 목록 (2000-2009년)
- 폭스 서치라이트 픽처스의 영화 목록 (2010-2019년)

서치 라이트 픽처스의 영화 목록
- 서치라이트 픽처스의 영화 목록